# 식도스텐트
식도스텐트(esophageal stent)는 식도의 막힌 부분을 넓혀 환자가 부드러운 음식과 액체를 섭취할 수 있도록 식도의 내강에 삽입하는 스텐트이다. 내인성 식도 폐쇄나 외부 원인으로 인한 식도의 압박을 일으키는 질환들을 치료하는 데에 효과적이다. 식도암의 완화치료에 쓰이는 식도스텐트는 대개 자가팽창성 금속스텐트(SEMS)이다. 난치성 식도협착 등의 양성 식도 질환에는 플라스틱 스텐트를 사용할 수 있다. 흔한 합병증으로는 흉통, 스텐트 주변 조직의 과증식, 스텐트의 위치 이동 등이 있다.
식도스텐트는 내시경을 이용하여 삽입한다. 내시경의 끝이 스텐트를 삽입할 부위 위까지 들어가면, 가이드와이어를 폐쇄된 부위를 지나 위까지 넣는다. 그 후 내시경은 회수하고 가이드와이어를 이용하여 스텐트를 식도의 병변까지 이동시킨 후 배치한다. 그 후 가이드와이어는 제거하고 스텐트만 남겨 삽입술 후 2~3일 동안 완전히 팽창시키도록 한다.

## 추가 이미지

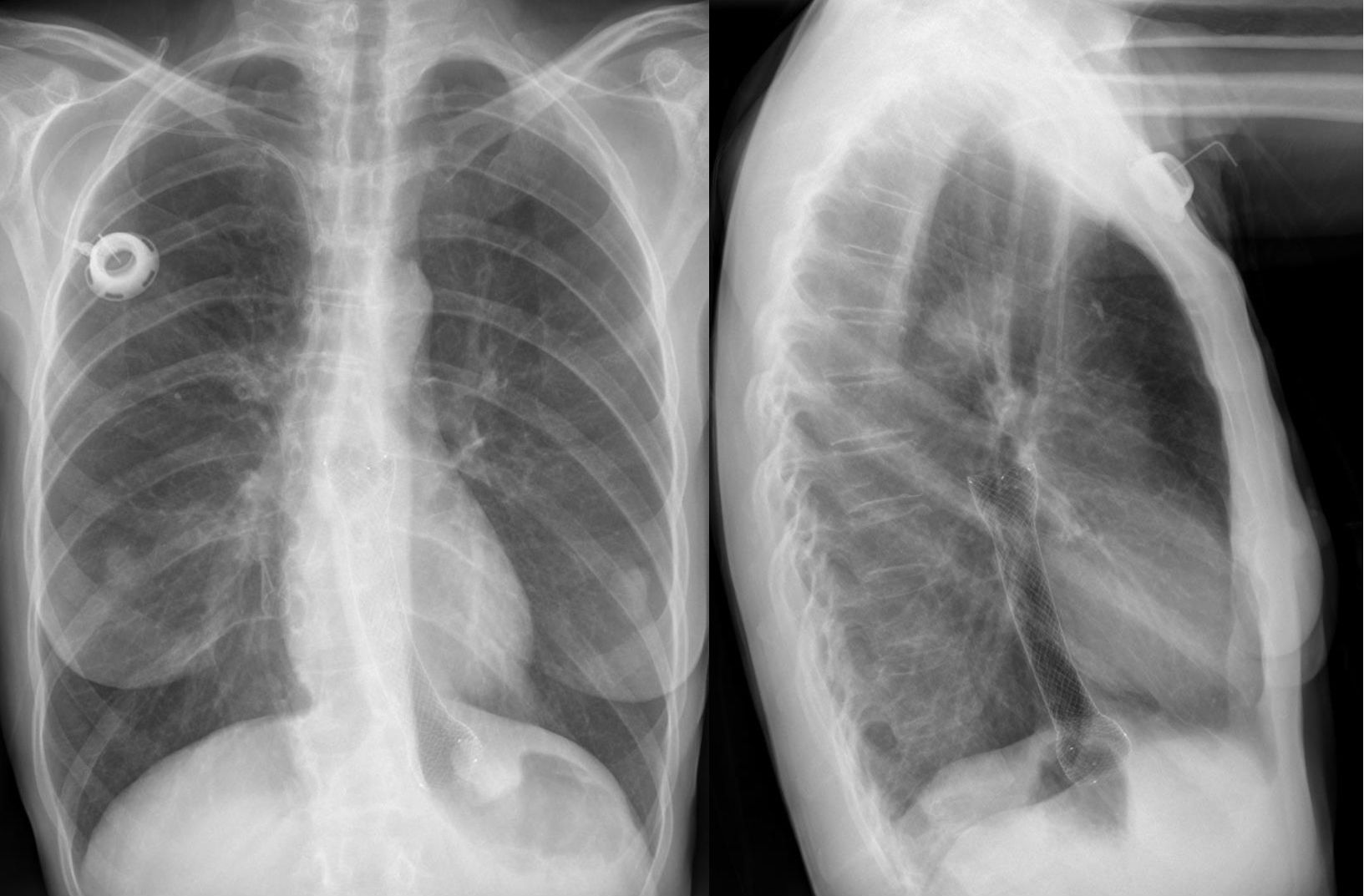
원위부 식도에 삽입된 스텐트를 보여주는 흉부 X선 사진

## 참고 문헌
이 문서는 다음을 포함합니다: 퍼블릭 도메인 자료 - 미국 국립암연구소 문서 "Dictionary of Cancer Terms".